# Interaction agostique

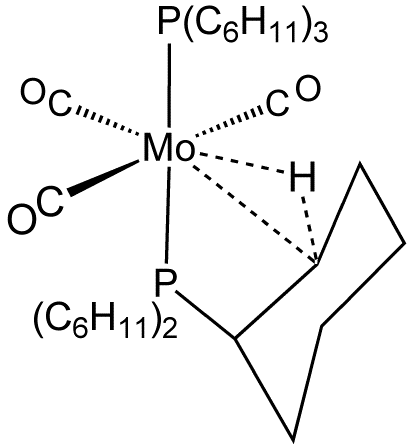
, complexe présentant une interaction agostique Mo–H–C (en pointillés).

En chimie organométallique, une interaction agostique peut s'observer autour d'un métal de transition incomplètement coordonné par exemple en présence d'une liaison carbone-hydrogène dont les deux électrons occupent l'orbitale d du métal pour former une liaison à trois centres et deux électrons. Le terme agostique a été introduit en 1983 par Maurice Brookhart et Malcolm Green à partir du grec ancien ἀγοστός (« bras recourbé, embrassement ») exprimant la notion de retenir quelque chose contre soi, ici du point de vue de l'atome de métal de transition retenant un ligand contre lui. On pense que de nombreuses transformations catalytiques, telles que l'addition oxydante et l'élimination réductrice, font intervenir des intermédiaires présentant des interactions agostiques. Ces dernières se retrouvent en chimie organométallique dans les ligands alkyle, alkylidène et polyényle.

## Liaison et structure
Les interactions agostiques sont bien mises en évidences par la cristallographie mais peuvent également être déduites de la présence d'un signal RMN 1H décalé vers les champs forts par rapport à celui d'un aryle ou d'un alcane normal, souvent dans la région des ligands hydrure. La constante de couplage 1JCH est généralement abaissée de 70 à 100 Hz par rapport aux 125 Hz attendus pour une liaison C–H sp3 normale. Les données par diffraction de neutrons montrent que les liaisons C–H et M–H sont 5 à 20 % plus longues qu'attendu pour des hydrures métalliques et des hydrocarbures isolés. La distance entre l'atome métallique et celui d'hydrogène est généralement comprise entre 180  et   230 pm et l'angle M–H–C est compris entre 90° et 140°.
Sur la base d'études expérimentales et de simulations numériques, la stabilisation résultant d'une interaction agostique est évaluée enre 10 et 15 kcal/mol, certains calculs donnant des valeurs plus faibles. Les liaisons agostiques sont ainsi plus fortes que la plupart des liaisons hydrogène. Elles jouent parfois un rôle dans la catalyse en accroissant la « rigidité » des états de transition. Par exemple, dans la catalyse de Ziegler-Natta, le centre métallique très électrophile a des interactions agostiques avec la chaîne du polymère en croissance. Cette plus grande rigidité agit sur la stéréosélectivité du processus de polymérisation.

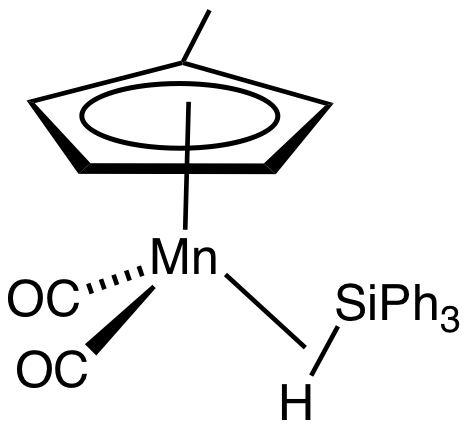
, complexe σ présentant une interaction Mn–H–Si de type agostique.

On réserve le qualificatif agostique aux interactions à trois centres et deux électrons (3c-2e) impliquant un métal de transition, un atome de carbone et un atome d'hydrogène. Il existe cependant des interactions semblables impliquant d'autres atomes, comme le complexe de dihydrogène H2 bien connu W(CO)3(PCy3)2(H2). Les complexes σ comme ceux de silanes et de métaux de transition forment également des liaisons 3c-2e M–H–Si de type agostique, bien qu'ils ne soient pas qualifiés d'agostiques dans la mesure où l'interaction n'implique pas d'atomes de carbone.

## Interactions anagostiques
Certaines interactions M–H–C sont décrites comme anagostiques car essentiellement de nature électrostatique. D'un point de vue structurel, la longueur des liaisons M–H et l'angle formé par les liaisons M–H–C des interactions anagostiques se situent respectivement dans les fourchettes 230  à   290 pm et 110° à 170°,.